# Phymaturus manuelae
Espèce
Statut de conservation UICN

 DD  : Données insuffisantes
Phymaturus manuelae est une espèce de sauriens de la famille des Liolaemidae.

## Répartition
Cette espèce est endémique de la province de Río Negro en Argentine.

## Description
C'est un saurien vivipare.

## Étymologie
Cette espèce est nommée en l'honneur de Manuela Martinez, la fille de Nora Ruth Ibargüengoytía.

## Publication originale
- Scolaro & Ibargüengoytía, 2008 : A new fragment for the understanding of the puzzling evolutive process of the Phymaturus genus: a new species of the patagonicus group from Patagonia, Argentina (Reptilia: Iguania: Liolaemidae). Zootaxa, no 1939, p. 38–50 (texte intégral).